# Anarcoma
Anarcoma est une série de bande dessinée espagnole de Nazario, parue en 1978 dans la revue El Víbora, puis en deux volumes aux éditions La Cúpula en 1983 et 1986. Elle est ressortie en intégrale en 2017.

## Résumé

### Anarcoma 2
Plusieurs homosexuels se pressent pour les obsèques du duc de Tronogordo : ce riche homosexuel est mort mystérieusement noyé avec six de ses invités. Tandis que la cérémonie dégénère en orgie, la sœur du défunt charge Anarcoma, une femme transgenre, de retrouver un collier qui a disparu. 
Dans leur laboratoire, les frères Herr ont fabriqué un nouveau robot de plaisir, XM3, mais l'un des frères veut retrouver le précédent, XM2. Ce dernier vit en fait chez Anarcoma et Jamfry, et prépare un spectacle en travesti. Cependant, Anarcoma est enlevée avec d'autres prostituées par des militaires fanatiques, qui les torturent avant de les relâcher. 
Le professeur Herr envoie XM3 tuer Jamfry, mais celui-ci est accompagné de XM2. Les deux robots découvrent qu'ils sont « frères » et partagent avec Jamfry une nuit de débauche. Anarcoma est à nouveau enlevée, cette fois par un ordre secret, les adorateurs de saint Reprimonio. À l'aide d'une machine, ils tentent de transformer les personnes qu'ils jugent dépravées en catholiques respectables. La petite fille de leur chef, Clélia, se prend d'affection pour Anarcoma et délivre tous les prisonniers. Mais les gardes leur tirent dessus lors de leur fuite, et Clélia est tuée. Son père dépose son corps dans la chapelle et fait exploser le centre de l'ordre secret, sous le regard des seuls survivants, Anarcoma et un éphèbe manchot.

## Commentaires
Le style de dessins rappelle celui de Vittorio Giardino : ligne claire, décors soignés, personnages réalistes. Cependant, les dessins regorgent de détails et de scènes pornographiques, et le scénario, volontairement subversif, inscrit clairement cet album dans le courant de la Movida espagnole.
Les personnages subvertissent les rôles de genre. L'héroïne, Anarcoma, est une femme trans non opérée, qui se définit ainsi : 
« J'aime bien ma bite et mes seins ! Je ne me sens pas femme avec un sexe d'homme, mais pédé avec des seins. »
De son côté, XM2 représente un stéréotype du fantasme homosexuel : c'est un bear, avec un sexe démesuré, comme les personnages des dessins de Tom of Finland. Mais on le voit dormir avec une poupée, et se consacrer avec passion à son spectacle de travesti. 
L'album montre des militaires homophobes satisfaisant leur sadisme en torturant des prostituées et des gays, mais qui affirment avec hypocrisie qu'ils font tout cela « pour le salut de leurs âmes ». De même, l'ordre de saint Reprimonio tente de changer les personnes contre leur gré, au moyen d'une machine qui les tue ou les rend folles. Ces groupes caricaturaux ont pour but de dénoncer la morale répressive qui eut cours dans l'Espagne de Franco.

## Éditions
- 1 Anarcoma, La Cúpula, Barcelone, 1983
Scénario : Nazario - Dessin et couleurs : Nazario -  (ISBN 84-7833-143-3)
- 2 Anarcoma 2, La Cúpula, Barcelone, 1986
Scénario : Nazario - Dessin et couleurs : Nazario -  (ISBN 8485733738)
- Obra gráfica completa Anarcoma, La Cúpula, Barcelone, 2017
Scénario : Nazario - Dessin et couleurs : Nazario -  (ISBN 8416400687)

### Traductions françaises
- 1 Anarcoma, Artefact, 1983
Scénario : Nazario - Dessin et couleurs : Nazario -  (ISBN 2866970101)
- 2 Cultes, Magic Strip, 1991
Scénario : Nazario - Dessin et couleurs : Nazario
- intégrale Anarcoma, éditions Misma, 2017
Scénario : Nazario - Dessin et couleurs : Nazario -  (ISBN 9782916254562)